# Владимир Левченко
Владимир Левченко (на украински: Володимир Левченко; на руски: Владимир Левченко) е съветски футболист.

## Кариера
Левченко прекарва цялата си кариера в отбора на Динамо Киев. Става шампион на СССР три пъти и два пъти е носител на Купата на СССР. Той играе три мача за националния отбор на СССР на Евро 1968.
На 13 май 1971 г. катастрофира с автомобила си в Киев. Получава сериозни наранявания и преживява клинична смърт. Оцелява, но след инцидента е принуден да прекрати кариерата си на футболист и става обикновен строител.
През април 2006 г. (точната дата не е известна) Левченко загива, блъснат от кола.

## Отличия

### Отборни
Динамо Киев
- Съветска Висша лига: 1966, 1967, 1968
- Купа на СССР по футбол: 1964, 1966